# Melitaea microleopardata
Melitaea microleopardata är en fjärilsart som beskrevs av Ruggero Verity 1929. Melitaea microleopardata ingår i släktet Melitaea och familjen praktfjärilar. Inga underarter finns listade i Catalogue of Life.